# Коефіцієнт розвіданості нафтогазоносного району
Коефіцієнт розвіданості нафтогазоносного району (НГР) — статистичний показник, який характеризує можливості з подальшого виявлення промислових запасів нафти і газу в нафтогазоносному районі і визначається відношенням початкових розвіданих запасів нафти і газу до початкових потенціальних ресурсів.
Для коефіцієнту розвіданості НГР встановлено три діапазони:
- понад 0,9, коли район майже повністю розвіданий (можливості приросту нових запасів менше 10 % від початкових запасів);
- 0,5-0,9 — для районів із значними можливостями виявлення нових родовищ нафти і газу (від 10 до 50 % від початкових запасів);
- менше 0,5 — для районів, де основні запаси ще не виявлено (можливості приросту нових запасів від 50 до 90 % від початкових розвіданих запасів).